# Municipio de Blackberry (Illinois)
El municipio de Blackberry (en inglés: Blackberry Township) es un municipio ubicado en el condado de Kane en el estado estadounidense de Illinois. En el año 2010 tenía una población de 15090 habitantes y una densidad poblacional de 166,33 personas por km².

## Geografía
El municipio de Blackberry se encuentra ubicado en las coordenadas 41°50′55″N 88°26′22″O / 41.84861, -88.43944. Según la Oficina del Censo de los Estados Unidos, el municipio tiene una superficie total de 90.72 km², de la cual 90.44 km² corresponden a tierra firme y (0.31%) 0.28 km² es agua.

## Demografía
Según el censo de 2010, había 15090 personas residiendo en el municipio de Blackberry. La densidad de población era de 166,33 hab./km². De los 15090 habitantes, el municipio de Blackberry estaba compuesto por el 91.76% blancos, el 1.04% eran afroamericanos, el 0.2% eran amerindios, el 3.62% eran asiáticos, el 0.02% eran isleños del Pacífico, el 1.53% eran de otras razas y el 1.84% pertenecían a dos o más razas. Del total de la población el 6.55% eran hispanos o latinos de cualquier raza.